# لودفيغ كنودسن
لودفيغ كنودسن (بالدنماركية: Ludvig Knudsen)‏ هو مهندس معماري دنماركي، ولد في 18 أغسطس 1843 في كوبنهاغن في الدنمارك، وتوفي بنفس المكان في 16 مارس 1924.

## معرض صور

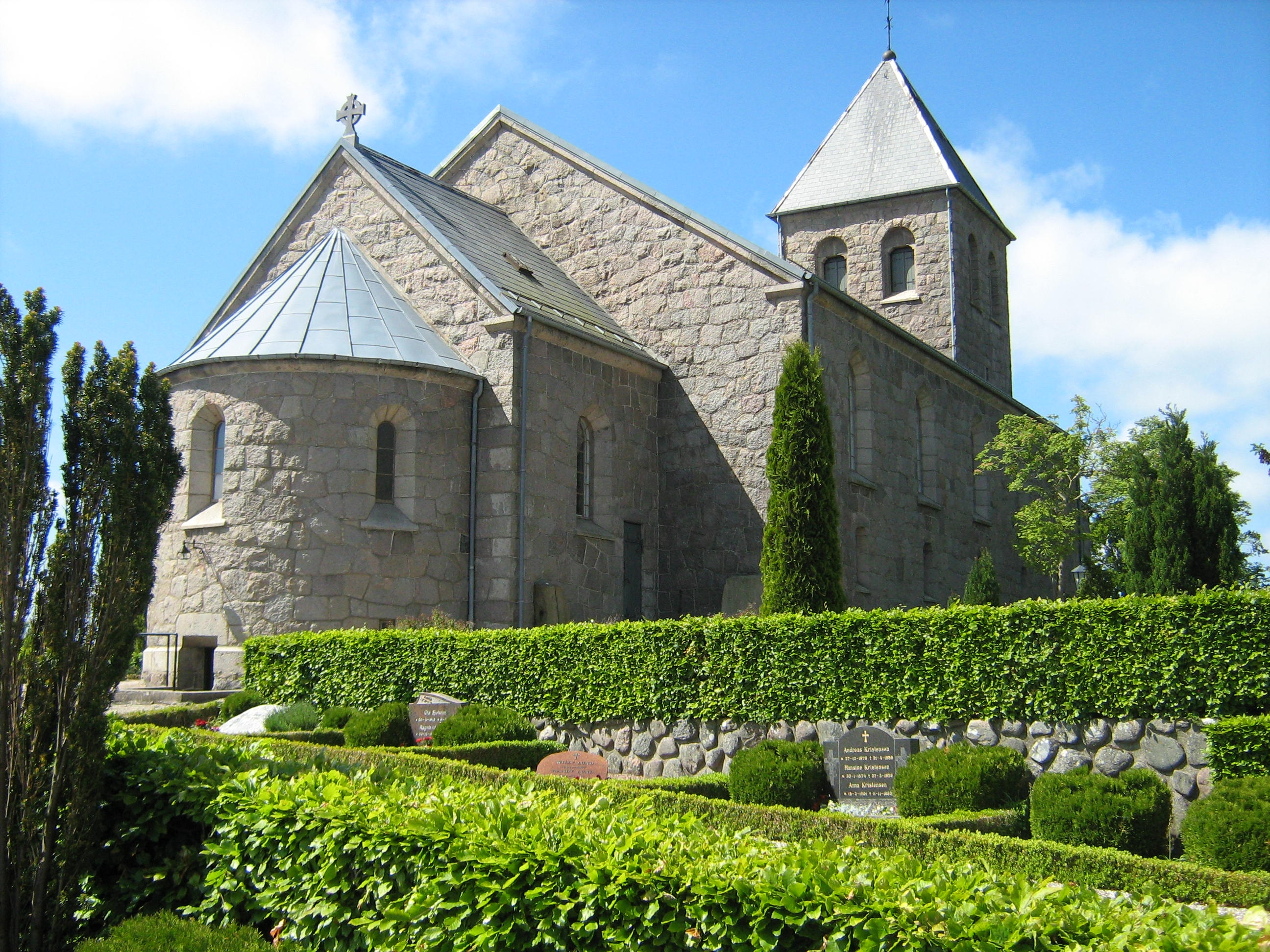
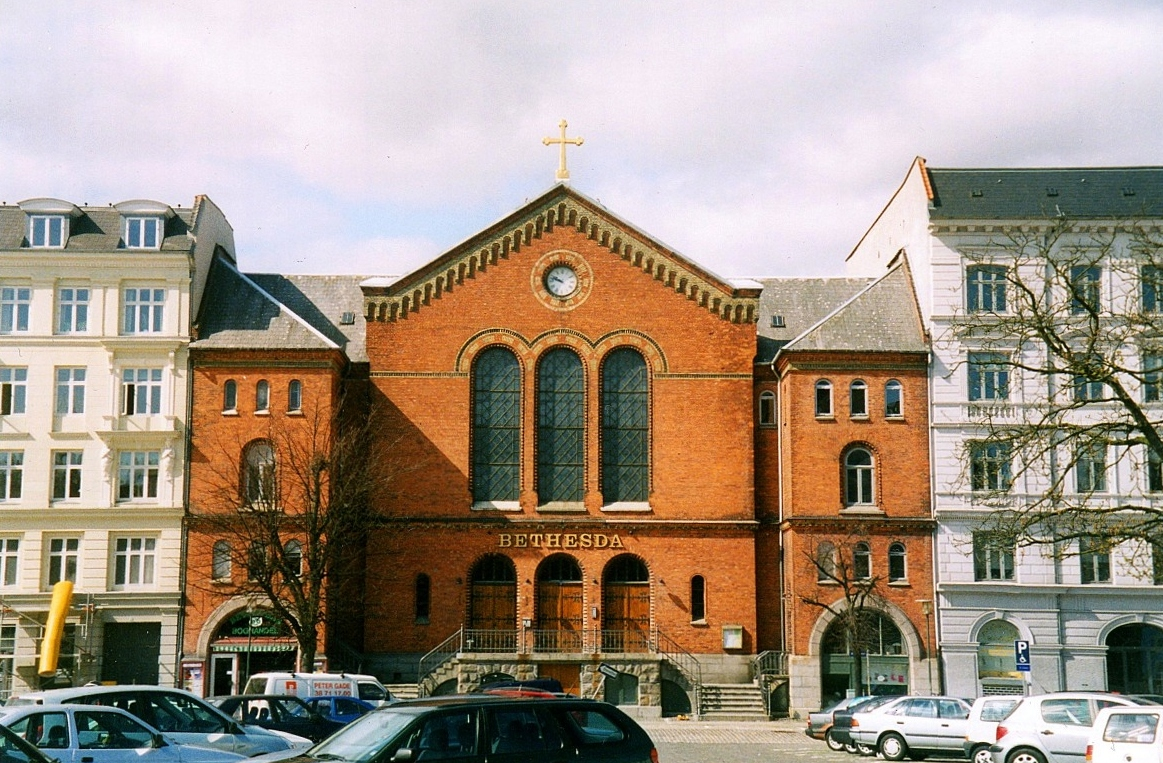
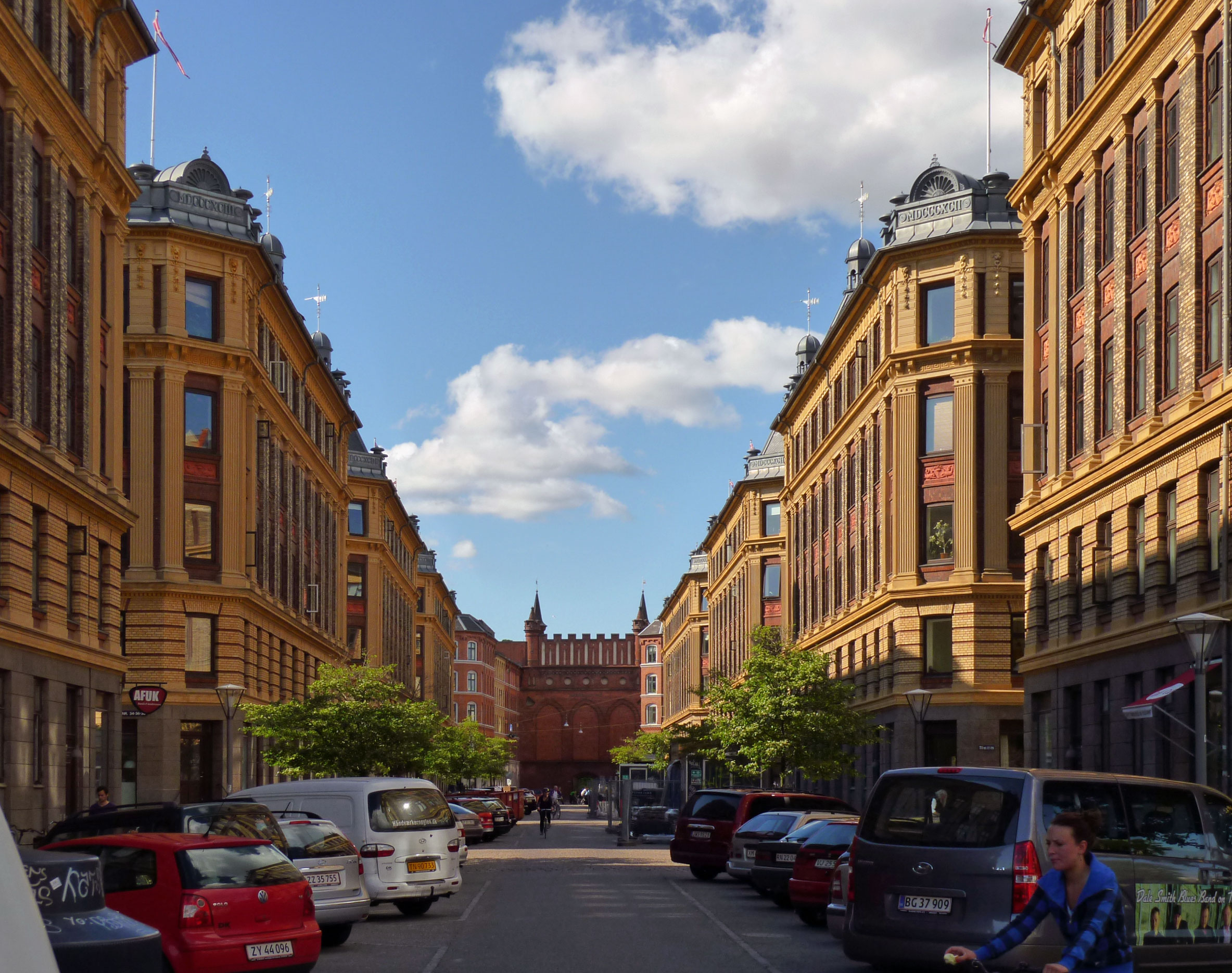
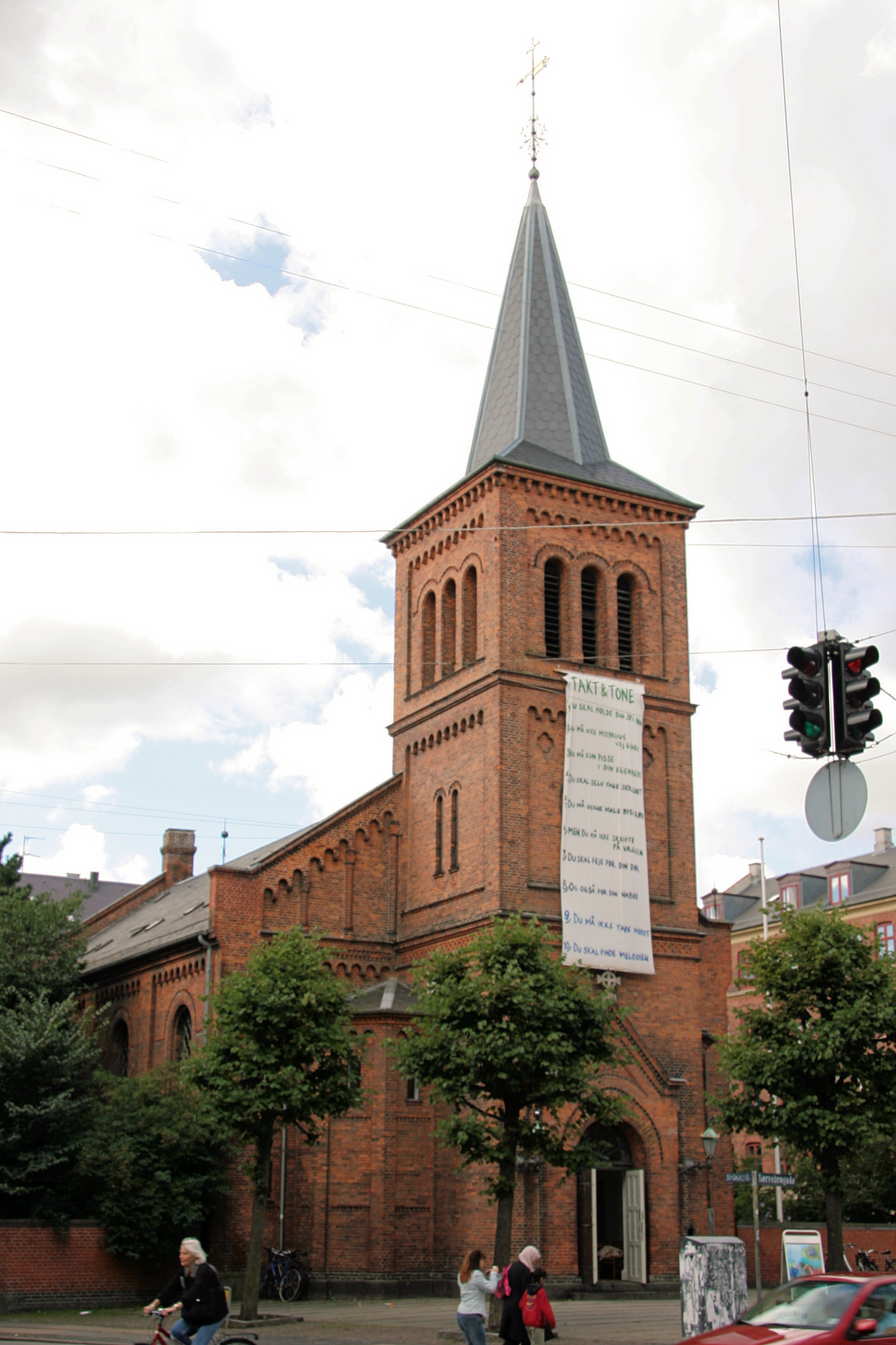
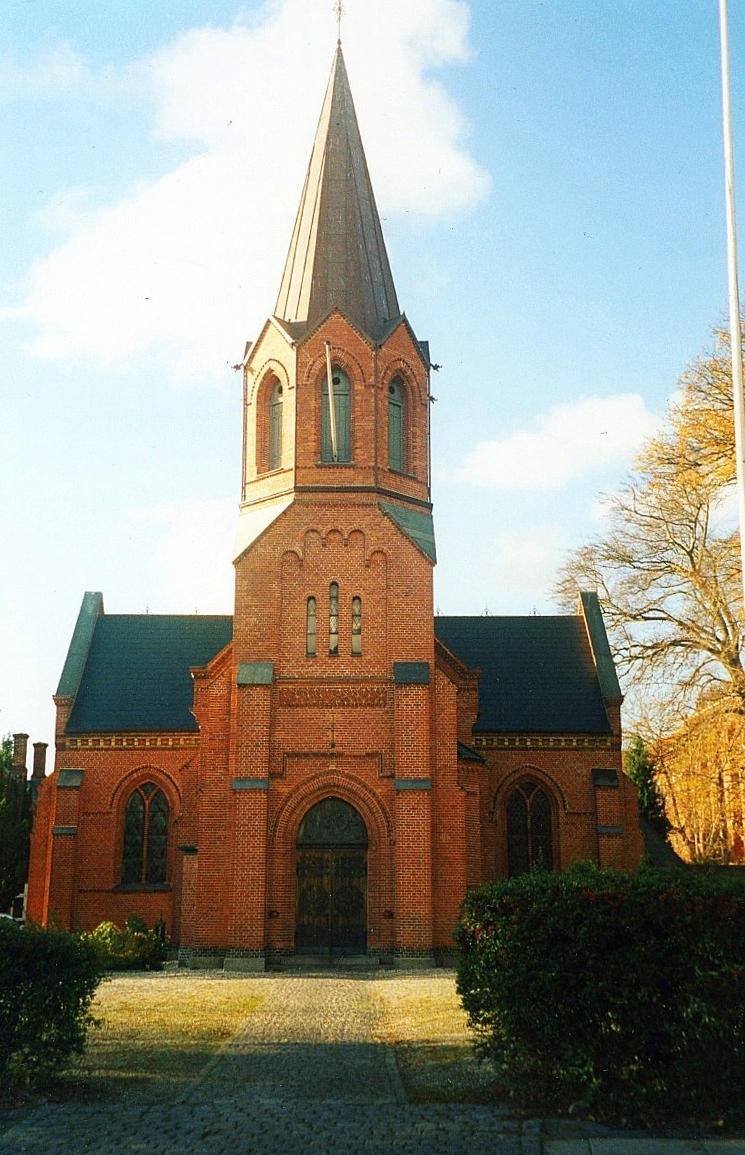